# Cantone di Rousson
Il Cantone di Rousson è una divisione amministrativa dell'arrondissement di Alès.
È stato costituito a seguito della riforma approvata con decreto del 24 febbraio 2014, che ha avuto attuazione dopo le elezioni dipartimentali del 2015.

## Composizione
Comprende i seguenti 29 comuni:
- Allègre-les-Fumades
- Barjac
- Bessèges
- Bordezac
- Courry
- Gagnières
- Les Mages
- Le Martinet
- Méjannes-le-Clap
- Meyrannes
- Molières-sur-Cèze
- Navacelles
- Peyremale
- Potelières
- Rivières
- Robiac-Rochessadoule
- Rochegude
- Rousson
- Saint-Ambroix
- Saint-Brès
- Saint-Denis
- Saint-Florent-sur-Auzonnet
- Saint-Jean-de-Maruéjols-et-Avéjan
- Saint-Jean-de-Valériscle
- Saint-Julien-de-Cassagnas
- Saint-Julien-les-Rosiers
- Saint-Privat-de-Champclos
- Saint-Victor-de-Malcap
- Tharaux